# João Bosco Oliver de Faria
João Bosco Oliver de Faria (ur. 30 października 1939 w São João del Rei) – brazylijski duchowny rzymskokatolicki, w latach 2007-2016 arcybiskup Diamantiny.

## Życiorys
Święcenia kapłańskie przyjął 3 lipca 1968 i został inkardynowany do archidiecezji Pouso Alegre. Pracował jako wykładowca i rektor seminarium w Pouso Alegre oraz jako proboszcz w Ouro Fino.
5 sierpnia 1987 został prekonizowany biskupem pomocniczym Pouso Alegre ze stolicą tytularną Feradi Maius. Sakrę biskupią otrzymał 12 października 1987. 8 stycznia 1993 został mianowany biskupem Patos de Minas (22 lutego 1993 kanonicznie objął urząd), a 30 maja 2007 arcybiskupem Diamantiny. 9 marca 2016 przeszedł na emeryturę.